# Gunthamund vandál király
Gunthamund, (450 körül – 496. szeptember 3.) a vandálok királya 484 és 496 között.
Nagybátyját, Hunerichet követte a trónon. Hunerich üldözte a keresztényeket, halála után azonban Gunthamund megengedte a katolikus templomok megnyitását, bár ahhoz nem járult hozzá, hogy a Szardíniára száműzött püspökök visszatérhessenek. A katolikusokkal szembeni toleránsabb magatartását nem az okozta, hogy számára a katolikusok szimpatikusak voltak, hanem inkább az, hogy túlságosan lekötötték a mórok elleni harcok, így a vallási kérdésekre kevés ideje jutott.